# デリック・コールマン (アメリカンフットボール)
デリック・コールマン（Derrick Coleman、1990年10月18日 - ）は、アメリカ合衆国カリフォルニア州ウェストロサンゼルス出身の元プロアメリカンフットボール選手。ポジションはランニングバック(RB)。
聴覚障碍者初のNFLの攻撃選手である。

## 経歴

### プロ入りまで
コールマンは先天的な要因で3歳のときに聴覚障碍者に認定された。トロイ高校ではランニングバック、ラインバッカーとしてプレー、大学進学を前にScout.com、Rivals.com から三ツ星に、ESPNからは全米ナンバー2のフルバックと評価された。
UCLAブルーインズに進学した彼は、1年次の2008年には先発1試合を含む10試合に出場し、チーム2位の284ヤード（平均5.4ヤード）を走った。2年次の2009年には先発1試合を含む13試合に出場し、チーム2位の244ヤードを走り、カレッジ初TDをあげた。3年次の2010年には先発2試合を含む11試合に出場し、チーム2位の487ヤード（平均5.9ヤード）を走り、5TDをあげるとともに、スペシャルチームで10タックルをあげた。4年次の2011年には全14試合にランニングバック、スペシャルチームで出場、チーム2位の755ヤードを走り、チームトップの11TDをあげた。4年間で1,780ヤードを走り、パシフィック12カンファレンスのセカンドチームにも選ばれた。

### NFL入り後
UCLA卒業時には2012年のNFLドラフトでは指名されず、同年4月28日にドラフト外でミネソタ・バイキングスに入団したが、プレシーズンゲーム3試合に出場して19回のランで50ヤードを走った後、8月25日に放出された。同年12月5日、シアトル・シーホークスのプラクティス・スクワッドに加わった。
2013年、プレシーズンゲーム第1週のサンディエゴ・チャージャーズ戦では6ヤードのTDレシーブをあげるとともに、スペシャルチームで2タックルをマークした。プレシーズン第4週後の最終ロースターカットで53人ロースターに生き残り、カロライナ・パンサーズとの開幕戦では3回のレシーブで30ヤードを獲得した。12月2日に行われた第13週のニューオーリンズ・セインツ戦において、コールマンはチームメートのTEケレン・デービスがはじいたボールをキャッチ、プロ初タッチダウンをあげた。この年12試合に出場した。
2015年10月15日、交通事故を起こした。この年の残り試合、チームは彼を出場停止処分とした。
シーホークスでは7試合の先発を含む31試合に出場した。
2016年、フリーエージェントとなっていた彼は10月6日に前年に起こした交通事故で有罪判決を受けて4試合の出場停止処分が下された。
2017年3月21日、アトランタ・ファルコンズと契約を結んだ。9月10日のシカゴ・ベアーズ戦に出場した。
2018年5月9日、アリゾナ・カージナルスと契約を結んだ。
2020年11月19日、ラスベガス・レイダースのアレック・インゴールドが負傷したため開かれたワークアウトに参加した。

## 人物
コールマンの障碍の程度は健常者の2～3割程度、補聴器をつけても6～8割であるという。シーホークスのQBラッセル・ウィルソンはコールマンが可聴できるように、サインをコールする時にはマウスピースを外して口の動きでも伝えるようにしているという。UCLA時代のヘッドコーチ、リック・ニューハイゼルによれば35ヤード離れたサイドラインでのコーチの指示もコールマンは口の動きで理解できるという。
コールマンはクリスチャンであり、信仰について「私に神の祝福を。そして私はなすべきことを行う」と語っている。
2014年1月、アメリカ合衆国の電池メーカーデュラセルのYouTubeの動画CMに登場、1300万回以上視聴されるなど大きな話題となった。このCMに感銘を受けた9歳の双子の姉妹は、コールマンに応援の手紙を送った。文通の後に、コールマンとデュラセル社は姉妹とその家族をコールマンが出場する第48回スーパーボウルに招待すること決めた。